# James Redfield
James Redfield (Birmingham, SAD, 19. ožujka 1950.) američki je newageovski pisac, scenarist i filmski producent, poznat po romanu Celestinsko proročanstvo po kojem je snimljen istoimeni film.

## Životopis
Redfield je studirao istočnjačku filozofiju, osobito taoizam i zen. Po struci je sociolog s magisterijem iz psihologije i dugo vremena bavio se terapeutskim radom sa zlostavljanim adolescentima. Priklonio se newageovskom pokretu za razvoj ljudskih potencijala i teorijama o intuiciji i psihičkim fenomenima, kao sredstvu pomoći žrtvama zlostavljanja.
Godine 1989. napušta posao terapeuta i posvećuje se pisanju sinkretističkih romana gnostičkog sadržaja. Također organizira molitvene zajednice i radionice za osobni razvoj temeljene na svojim shvaćanjima i iskustvima.

## Djela
- Celestinsko proročanstvo (The Celestine Prophecy, 1993.)[2]
- Celestinsko proročanstvo: iskustveni vodič (The Celestine Prophecy: An Experiential Guide, 1995.)[3]
- Deseti uvid: održavanje vizije (The Tenth Insight: Holding the Vision, 1996.)[4]
- Deseti uvid: održavanje vizije (iskustveni vodič) (The Tenth Insight: Holding The Vision: An Experiential Guide, 1996.)[5]
- Celestinska vizija: življenje nove duhovne svjesnosti (The Celestine Vision: Living the New Spiritual Awareness, 1997.)
- Tajna Shambhale: u potrazi za jedanaestim uvidom (The Secret of Shambhala: In Search of the Eleventh Insight, 1999.)[6]
- Dvanaesti uvid: vrijeme odluke (The Twelfth Insight: The Hour of Decision, 2011.)[7]

## Vanjske poveznice
Mrežna mjesta
- www.celestinevision.com, službeno mrežno mjesto
- Katarina Marić, [neaktivna poveznica], Vijenac 170 - 7. rujna 2000., HAW, haw.nsk.hr
- Devet uvida iz Tajanstvenog rukopisa, atma.hr